# Panzoult
Panzoult és un municipi francès, situat al departament de l'Indre i Loira i a la regió de Centre – Vall del Loira. L'any 2007 tenia 571 habitants.

## Demografia

### Població
El 2007 la població de fet de Panzoult era de 571 persones. Hi havia 260 famílies, de les quals 80 eren unipersonals (36 homes vivint sols i 44 dones vivint soles), 100 parelles sense fills, 72 parelles amb fills i 8 famílies monoparentals amb fills.
La població ha evolucionat segons el següent gràfic:
Habitants censats

### Habitatges
El 2007 hi havia 345 habitatges, 261 eren l'habitatge principal de la família, 58 eren segones residències i 26 estaven desocupats. Tots els 342 habitatges eren cases. Dels 261 habitatges principals, 208 estaven ocupats pels seus propietaris, 44 estaven llogats i ocupats pels llogaters i 9 estaven cedits a títol gratuït; 3 tenien una cambra, 22 en tenien dues, 65 en tenien tres, 72 en tenien quatre i 99 en tenien cinc o més. 244 habitatges disposaven pel capbaix d'una plaça de pàrquing. A 109 habitatges hi havia un automòbil i a 124 n'hi havia dos o més.

### Piràmide de població
La piràmide de població per edats i sexe el 2009 era:
| Homes | Edats   | Dones |
| ----- | ------- | ----- |
| 0     | 95 o +  | 0     |
| 0     | 90 a 94 | 4     |
| 0     | 85 a 89 | 8     |
| 4     | 80 a 84 | 4     |
| 20    | 75 a 79 | 16    |
| 24    | 70 a 74 | 8     |
| 20    | 65 a 69 | 20    |
| 16    | 60 a 64 | 24    |
| 20    | 55 a 59 | 24    |
| 36    | 50 a 54 | 32    |
| 20    | 45 a 49 | 28    |
| 16    | 40 a 44 | 16    |
| 4     | 35 a 39 | 8     |
| 16    | 30 a 34 | 4     |
| 20    | 25 a 29 | 0     |
| 16    | 20 a 24 | 12    |
| 20    | 15 a 19 | 20    |
| 8     | 10 a 14 | 12    |
| 20    | 5 a 9   | 8     |
| 0     | 0 a 4   | 4     |

## Economia
El 2007 la població en edat de treballar era de 349 persones, 250 eren actives i 99 eren inactives. De les 250 persones actives 232 estaven ocupades (128 homes i 104 dones) i 18 estaven aturades (8 homes i 10 dones). De les 99 persones inactives 51 estaven jubilades, 22 estaven estudiant i 26 estaven classificades com a «altres inactius».

### Ingressos
El 2009 a Panzoult hi havia 267 unitats fiscals que integraven 597 persones, la mediana anual d'ingressos fiscals per persona era de 18.065 €.

### Activitats econòmiques
Dels 29 establiments que hi havia el 2007, 3 eren d'empreses alimentàries, 2 d'empreses de fabricació d'altres productes industrials, 5 d'empreses de construcció, 5 d'empreses de comerç i reparació d'automòbils, 1 d'una empresa d'hostatgeria i restauració, 2 d'empreses immobiliàries, 3 d'empreses de serveis, 6 d'entitats de l'administració pública i 2 d'empreses classificades com a «altres activitats de serveis».
Dels 9 establiments de servei als particulars que hi havia el 2009, 2 eren tallers de reparació d'automòbils i de material agrícola, 2 guixaires pintors, 2 lampisteries, 1 electricista, 1 restaurant i 1 saló de bellesa.
Dels 2 establiments comercials que hi havia el 2009, 1 era una botiga de menys de 120 m² i 1 una botiga d'electrodomèstics.
L'any 2000 a Panzoult hi havia 30 explotacions agrícoles que ocupaven un total de 1.265 hectàrees.

## Equipaments sanitaris i escolars
El 2009 hi havia una escola elemental integrada dins d'un grup escolar amb les comunes properes formant una escola dispersa.

## Poblacions més properes
El següent diagrama mostra les poblacions més properes.